# Vittel

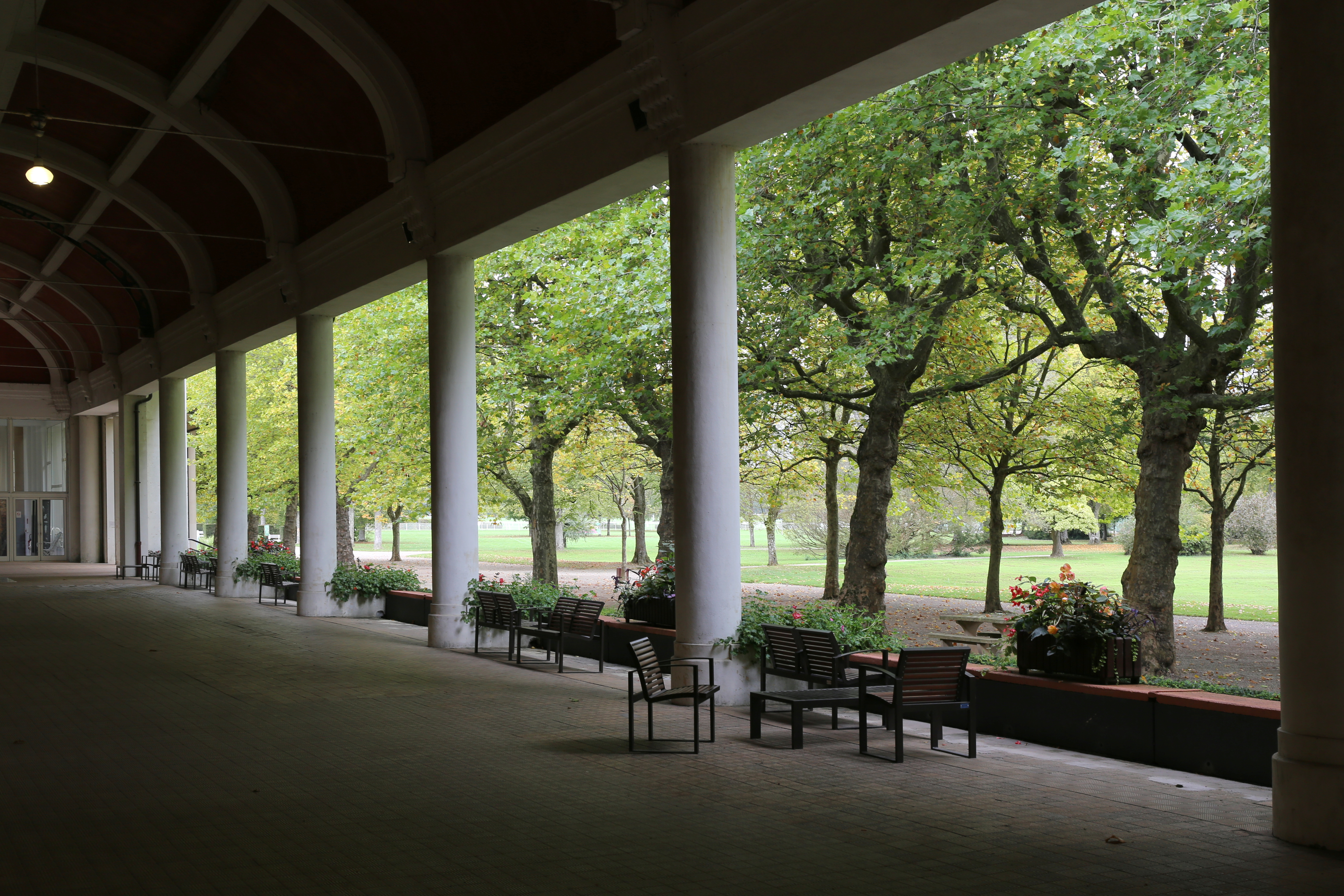
Termas de Vittel: La Grand Gallerie

Vittel es una ciudad francesa situada en el departamento de Vosgos, en la región de Gran Este.
Es conocida mundialmente por su agua mineral.

## Demografía
| 5012 | 6343 | 6791 | 6440 | 6296 | 6117 | 4805 |
| Para los censos de 1962 a 1999 la población legal corresponde a la población sin duplicidades (Fuente: INSEE [Consultar]) |      |      |      |      |      |      |

## Morfología urbana

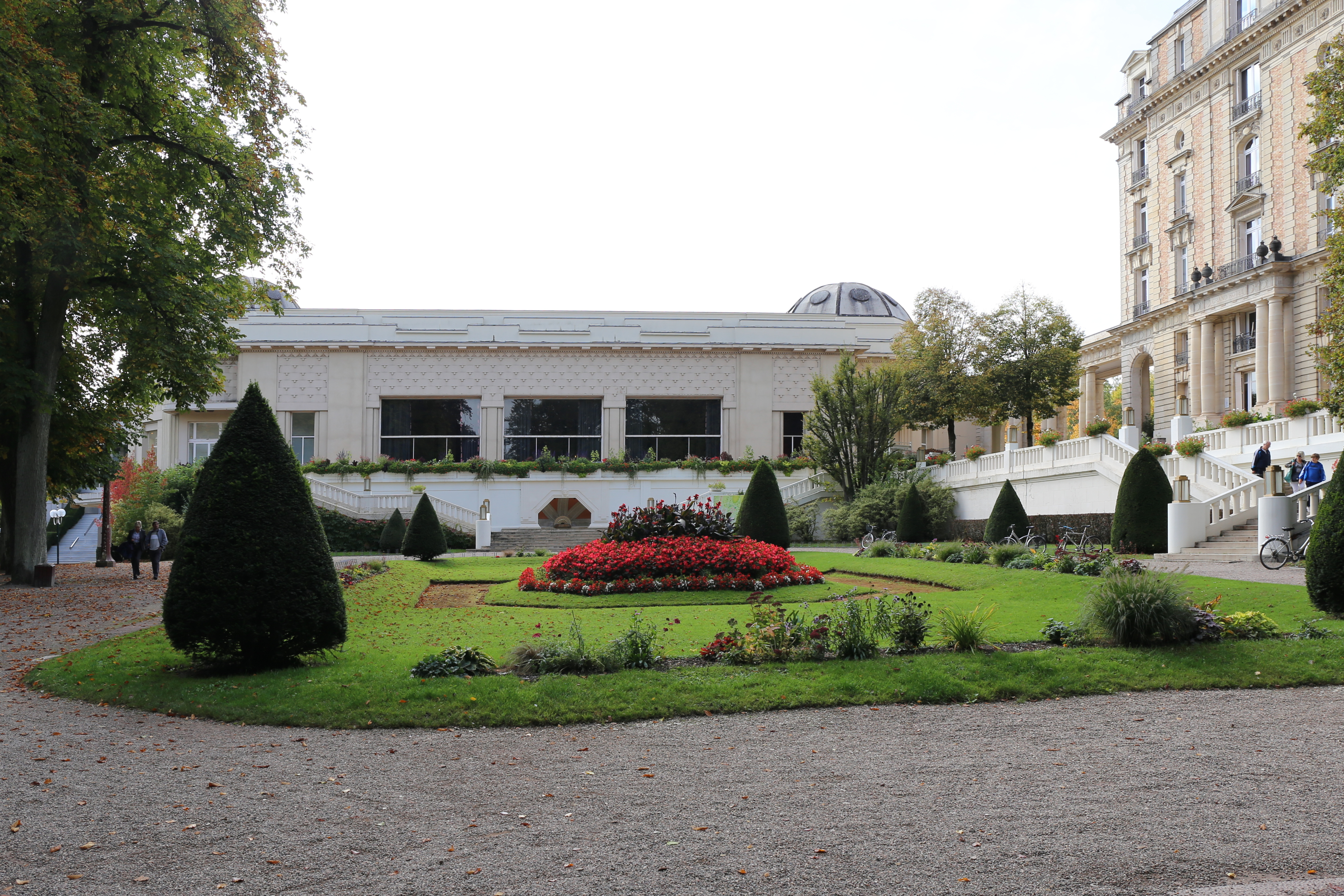
Casino de Vittel, monumento histórico de Francia

La ciudad cuenta con un centro histórico construido durante el desarrollo de la hidroterapia. El resto de la aglomeración está formada fundamentalmente por urbanizaciones residenciales.
Las calles principales son la rue de Verdun, donde hay una gran cantidad de tiendas locales, así como la avenida Bouloumié, ubicada en el distrito termal de la ciudad.

## Historia
El balneario fue frecuentado por los romanos, pero no fue explotado en época contemporánea hasta 1854.
La ciudad de Vittel vio su destino irremediablemente ligado a la hidroterapia a partir de 1854, cuando Louis Bouloumié, un abogado convencido de los beneficios del agua de Vittel, compró una fuente.
El agua de la fuente Gérémoy, que lleva el nombre del territorio donde se encuentra, se utilizó para tratar oficialmente la gota, los cálculos, la diabetes, la vejiga y las vías urinarias desde 1855.
El establecimiento termal autorizado por el Gobierno fue la primera piedra de un gran edificio que luego formaría el balneario termal de Vittel.

## Economía
Anteriormente limitada al tratamiento de problemas renales y hepáticos, la ciudad experimentó el comienzo de un renacimiento con la apertura de un hotel de Club Med en 1973. Actualmente la firma opera dos resorts en la localidad.

Logo de la marca de agua mineral Vittel

Vittel es también una marca de agua mineral comercializada a nivel mundial. Forma parte del grupo Nestlé desde 1992.

## Cultura local y patrimonio
La oficina local del patrimonio proporciona información sobre la historia de Vittel y, en particular, sobre su historia termal. Todos los edificios termales fueron catalogados como monumentos históricos en 1990.
El casino de Vittel fue construido en 1882 en el parque balneario. Conserva las paredes del antiguo edificio, incendiado en 1920. Las fuentes y las luces datan de 1934 y 1937. El casino fue rehabilitado con una decoración más contemporánea en 2009. El casino, así como las terrazas con la fuente y las luces, están catalogados como monumentos históricos por orden del 22 de noviembre de 1990.